# Canada aux Jeux olympiques d'été de 1928
L'équipe olympique du Canada participe aux Jeux olympiques d'été de 1928, à Amsterdam. Elle y remporte quinze médailles : quatre en or, quatre en argent et sept en bronze, se situant à la dixième place des nations au tableau des médailles. L'athlète Joseph Wright Jr. est le porte-drapeau d'une délégation française comptant 69 sportifs (62 hommes et 7 femmes) qui va s’illustrer en Aviron, en Lutte et surtout en  Athlétisme. C’est en effet dans ce sport que les Canadiens effectuent leur plus belle moisson : huit médailles sur quinze dont quatre en or. L’équipe nord-américaine d’ Athlétisme étant emmenée par Percy Williams qui devient double champion olympique, sur 100 m et 200 m, à Amsterdam.  .

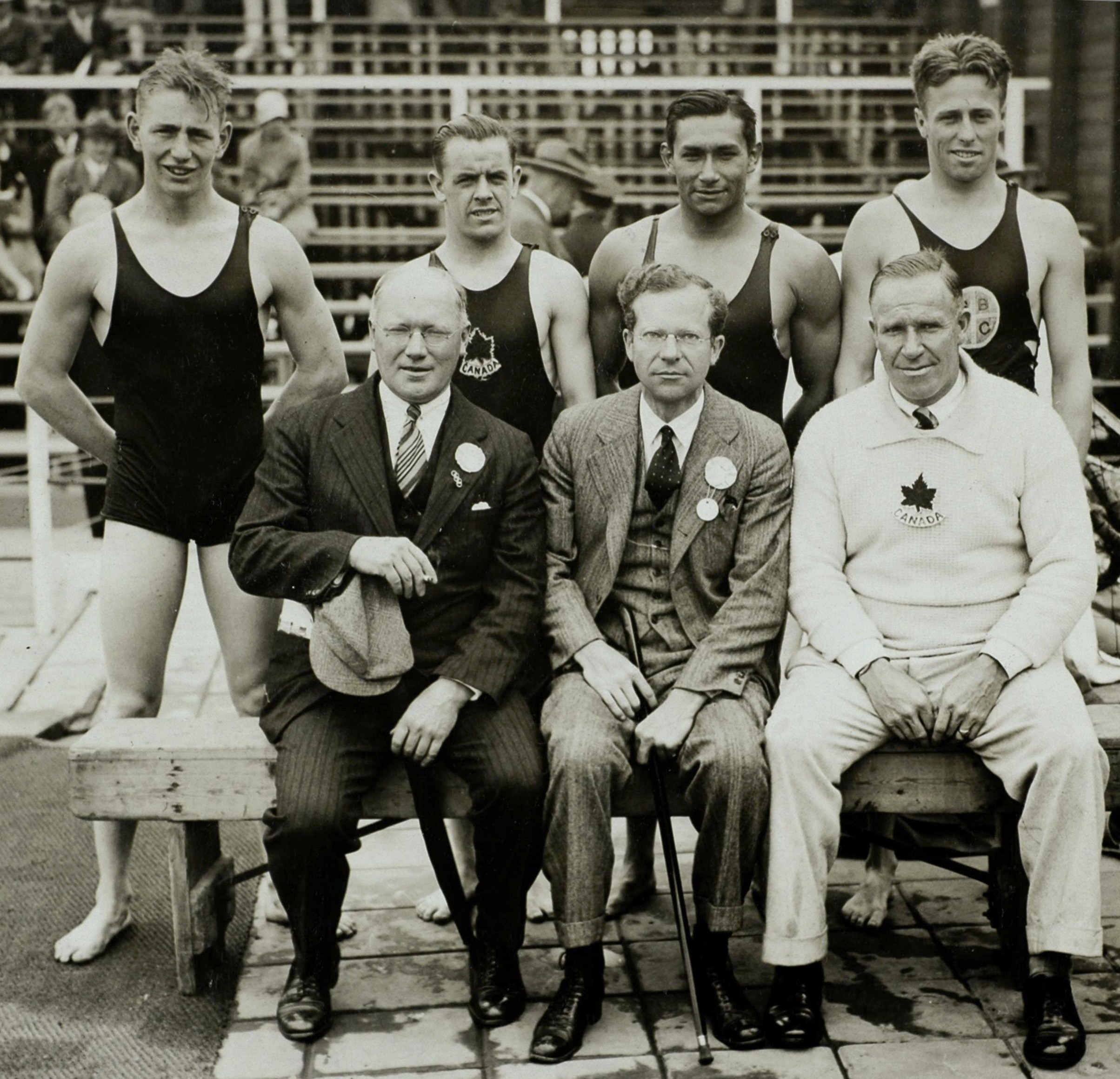
Au second rang, l'équipe du 4 x 200 m nage libre médaillée de bronze : Garnet Ault, Munroe Bourne, Walter Spence, James Thompson.

## Médailles
| Médaille                            | Nom | Sport      | Compétition                             |
| ----------------------------------- | --- | ---------- | --------------------------------------- |
| Médaille d'or, Jeux olympiques      | Percy Williams | Athlétisme | 100 m masculin                          |
| Médaille d'or, Jeux olympiques      | Percy Williams | Athlétisme | 200 m masculin                          |
| Médaille d'or, Jeux olympiques      | Ethel Catherwood | Athlétisme | Saut en hauteur féminin                 |
| Médaille d'or, Jeux olympiques      | Myrtle Cook, Ethel Smith Fanny Rosenfeld, Florence Bell                                                                                     | Athlétisme | Relais 4 × 100 mètres féminin           |
| Médaille d'argent, Jeux olympiques  | James Ball | Athlétisme | 400 m masculin                          |
| Médaille d'argent, Jeux olympiques  | Fanny Rosenfeld | Athlétisme | 100 m féminin                           |
| Médaille d'argent, Jeux olympiques  | Joseph Wright Jr., Jack Guest | Aviron     | Deux de couple                          |
| Médaille d'argent, Jeux olympiques  | Donald Stockton | Lutte      | Lutte libre Poids moyens, 72 - 79 kg    |
| Médaille de bronze, Jeux olympiques | James Ball, Stanley Glover Phil Edwards, Alexander Wilson                                                                                   | Athlétisme | 4 × 400 m masculin                      |
| Médaille de bronze, Jeux olympiques | Ethel Smith | Athlétisme | 100 m féminin                           |
| Médaille de bronze, Jeux olympiques | Frederick Hedges, Frank Fiddes, John Hand Herbert Richardson, Jack Murdoch, Athol Meech Edgar Norris, William Ross, John Donnelly (barreur) | Aviron     | Huit                                    |
| Médaille de bronze, Jeux olympiques | Raymond Smillie | Boxe       | Poids welters (-66,7 kg)                |
| Médaille de bronze, Jeux olympiques | James Trifunov | Lutte      | Lutte libre Poids coq, -56 kg           |
| Médaille de bronze, Jeux olympiques | Maurice Letchford | Lutte      | Lutte libre Poids mi-moyens, 66 - 72 kg |
| Médaille de bronze, Jeux olympiques | Garnet Ault, Munroe Bourne Walter Spence, James Thompson                                                                                    | Natation   | 4 × 200 m nage libre masculin           |